# فيالون
فيالون هي مدينة تقع في وسط بولندا،في عام 2016 قدر عدد سكانها بحوالي 22،973 نسمة.